# ケニス・バルガス
ケニス・バルガス・エルナンデス（Kennys Vargas Hernández, 1990年8月1日 - ）は、プエルトリコのカノバナス出身のプロ野球選手（一塁手）。右投両打。リーガ・メヒカーナ・デ・ベイスボルのグアダラハラ・マリアッチス所属。愛称はゴリラ、リトル・パピ（デビッド・オルティーズに肖って）。

## 経歴

### プロ入りとツインズ時代

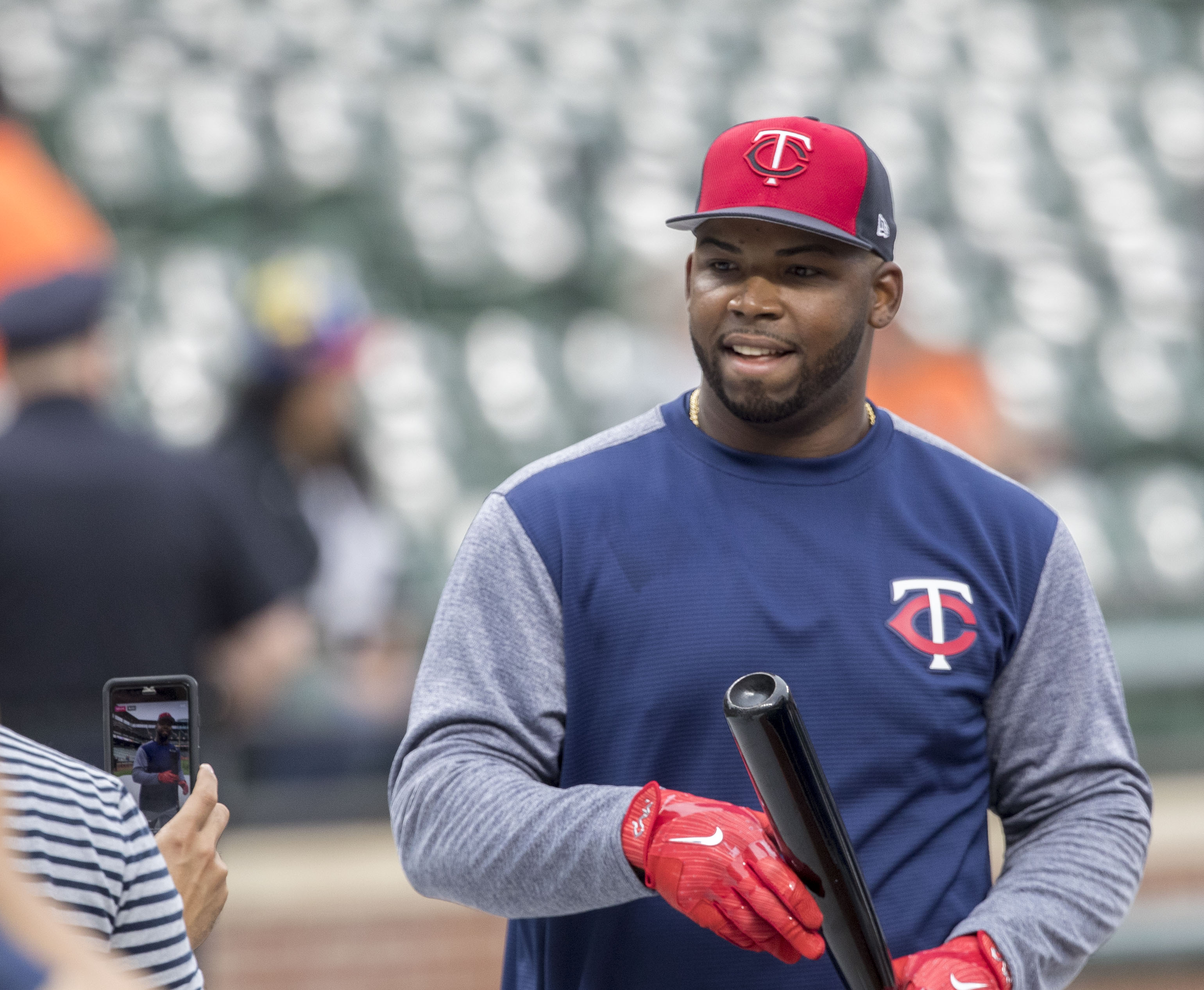
ミネソタ・ツインズ時代
(2017年5月22日)

2009年2月25日にミネソタ・ツインズと契約してプロ入り。この年に傘下のルーキー級ガルフ・コーストリーグ・ツインズでプロデビュー。35試合に出場して打率.257、3本塁打、18打点、2盗塁の成績を残した。
2010年もルーキー級ガルフ・コーストリーグでプレーし、39試合に出場して打率.324、3本塁打、26打点、1盗塁の成績を残した。
2011年はアパラチアンリーグのルーキー級エリザベストン・ツインズでプレーし、44試合に出場して打率.322、6本塁打、33打点の成績を残した。同年は禁止薬物使用により、50試合の出場停止処分を受けた。
2012年はA級ベロイト・スナッパーズでプレーし、41試合に出場して打率.318、11本塁打、36打点の成績を残した。
2013年はA+級フォートマイヤーズ・ミラクルで125試合に出場し、打率.267・19本塁打93打点だった。オフの11月20日にツインズとメジャー契約を結び、40人枠入りした。
2014年はAA級ニューブリテン・ロックキャッツで開幕を迎え、97試合に出場。7月にはフューチャーズゲームに選出された。打率.281、17本塁打、63打点の成績で、7月31日にメジャーへ昇格。自身の誕生日である8月1日のシカゴ・ホワイトソックス戦でメジャーデビュー。「6番・一塁手」で先発起用され、5打数1安打2打点2三振だった。メジャーデビュー後は、指名打者・一塁手として起用され、53試合の出場で打率.274、9本塁打、38打点の成績を残した。
2015年は開幕から指名打者としてスタメンで起用された。しかし、調子は上がらず一時期はAA級チャタヌーガ・ルックアウツまで降格した。さらに同じ指名打者でルーキーのミゲル・サノの台頭により、メジャーでの出場機会を伸ばすことができなかった。成績は58試合で打率.240、5本塁打、17打点だった。
2016年は打率が.230まで落ちたが、47試合で11二塁打、10本塁打を放った。
2017年はシーズン開幕前の2月8日に第4回ワールド・ベースボール・クラシック（WBC）のプエルトリコ代表に選出された。3月22日の決勝アメリカ合衆国戦に敗戦し、2大会連続で準優勝となった。シーズンでは78試合で打率.253、11本塁打、41打点の成績を残した。
2018年3月16日にジェイク・ケイブの加入に伴ってDFAとなった。3月22日にウェイバー公示を経てシンシナティ・レッズへ移籍した。ところが、2日後の24日に再びウェイバー公示を経てツインズに出戻った。復帰直後の27日に40人枠外となり、AAA級ロチェスター・レッドウイングスへ配属された。最終成績は、130試合に出場し、打率.240、21本塁打、73打点だった。

### ロッテ時代
2018年11月6日に千葉ロッテマリーンズが獲得を発表した。
2019年はオープン戦打率.095、3本塁打と全く打てず、シーズン中の本塁打は僅か1本であった。打率も2割を切る低空飛行が続いた。オフの11月30日、球団からブランドン・マン、ジョシュ・レイビン、マイク・ボルシンガーと共に契約不更新通告を受け、退団が決まった。

### タイガース傘下時代
2020年1月28日、デトロイト・タイガースとマイナー契約を結んだ。

### メキシカンリーグ時代
2021年3月9日、リーガ・メヒカーナ・デ・ベイスボルのサルティーヨ・サラペメーカーズと契約した。
2022年2月15日、同リーグのドスラレドス・オウルズと契約したことが発表された。同年6月には、台湾プロ野球の統一ライオンズとの契約が報じられたが、最終的にはドスラレドスへの残留を選択した。この年は85試合に出場し、打率.324、17本塁打、65打点という成績を残した。
2023年6月に、同リーグのグアダラハラ・マリアッチスに移籍した。

## 人物
同じプエルトリコ出身であるネフタリ・ソトとは親戚にあたる（ソトの弟とバルガスの妻の従姉妹が夫婦）。
プエルトリコでは怪力ぶりから「ゴリラ」の異名をとり、本人も右手の甲にゴリラのタトゥーを入れるほど気に入っている。ホームランを打った際には手で胸を叩くドラミングのパフォーマンスを披露する。
以前に理容師として働いていたことがあり、髪や髭などは自身で整えている。

## 詳細情報

### 年度別打撃成績
| 年 度    | 球 団    | 試 合 | 打 席 | 打 数 | 得 点 | 安 打 | 二 塁 打 | 三 塁 打 | 本 塁 打 | 塁 打 | 打 点 | 盗 塁 | 盗 塁 死 | 犠 打 | 犠 飛 | 四 球 | 敬 遠 | 死 球 | 三 振 | 併 殺 打 | 打 率 | 出 塁 率 | 長 打 率 | O P S |
| -------- | -------- | ----- | ----- | ----- | ----- | ----- | -------- | -------- | -------- | ----- | ----- | ----- | -------- | ----- | ----- | ----- | ----- | ----- | ----- | -------- | ----- | -------- | -------- | ----- |
| 2014     | MIN      | 53    | 234   | 215   | 26    | 59    | 10       | 1        | 9        | 98    | 38    | 0     | 0        | 0     | 4     | 12    | 2     | 3     | 63    | 5        | .274  | .316     | .456     | .772  |
| 2015     | MIN      | 58    | 184   | 175   | 18    | 42    | 4        | 0        | 5        | 61    | 17    | 0     | 0        | 0     | 0     | 9     | 0     | 0     | 54    | 7        | .240  | .277     | .349     | .626  |
| 2016     | MIN      | 47    | 177   | 152   | 27    | 35    | 11       | 0        | 10       | 76    | 20    | 0     | 0        | 0     | 1     | 24    | 1     | 0     | 57    | 2        | .230  | .333     | .500     | .833  |
| 2017     | MIN      | 78    | 264   | 241   | 33    | 61    | 13       | 0        | 11       | 107   | 41    | 0     | 0        | 0     | 1     | 20    | 1     | 2     | 77    | 10       | .253  | .314     | .444     | .758  |
| 2019     | ロッテ   | 35    | 102   | 84    | 4     | 15    | 5        | 0        | 1        | 23    | 6     | 0     | 0        | 0     | 0     | 16    | 1     | 2     | 36    | 2        | .179  | .324     | .274     | .597  |
| MLB：4年 | MLB：4年 | 236   | 859   | 783   | 104   | 197   | 38       | 1        | 35       | 342   | 116   | 0     | 0        | 0     | 6     | 65    | 4     | 5     | 251   | 24       | .252  | .311     | .437     | .748  |
| NPB：1年 | NPB：1年 | 35    | 102   | 84    | 4     | 15    | 5        | 0        | 1        | 23    | 6     | 0     | 0        | 0     | 0     | 16    | 1     | 2     | 36    | 2        | .179  | .324     | .274     | .597  |

- 2021年度シーズン終了時

### 年度別守備成績
| 年 度 | 球 団  | 一塁  | 一塁  | 一塁  | 一塁  | 一塁  | 一塁     |
| 年 度 | 球 団  | 試 合 | 刺 殺 | 補 殺 | 失 策 | 併 殺 | 守 備 率 |
| ----- | ------ | ----- | ----- | ----- | ----- | ----- | -------- |
| 2014  | MIN    | 13    | 88    | 9     | 3     | 3     | .970     |
| 2015  | MIN    | 18    | 131   | 10    | 0     | 14    | 1.000    |
| 2016  | MIN    | 32    | 240   | 14    | 1     | 27    | .996     |
| 2017  | MIN    | 40    | 241   | 18    | 2     | 29    | .992     |
| 2019  | ロッテ | 2     | 3     | 1     | 0     | 0     | 1.000    |
| MLB   | MLB    | 103   | 700   | 51    | 6     | 73    | .992     |
| NPB   | NPB    | 2     | 3     | 1     | 0     | 0     | 1.000    |

- 2021年度シーズン終了時

### 記録

#### MiLB
- オールスター・フューチャーズゲーム選出：1回（2014年）

#### NPB
初記録
- 初出場・初先発出場：2019年3月29日、対東北楽天ゴールデンイーグルス1回戦（ZOZOマリンスタジアム）、7番指名打者で先発出場
- 初打席：同上、2回裏に岸孝之から四球
- 初安打・初打点：2019年3月30日、対東北楽天ゴールデンイーグルス2回戦（ZOZOマリンスタジアム）、2回裏に美馬学から中前適時打
- 初本塁打：2019年4月4日、対埼玉西武ライオンズ3回戦（メットライフドーム）、5回表に本田圭佑から中越2ラン

### 背番号
- 19（2014年 - 2017年）
- 42（2019年）
- 35（2021年 - ）

### 代表歴
- 2017 ワールド・ベースボール・クラシック・プエルトリコ代表